# Eugen Rosenstock-Huessy
Eugen Rosenstock-Huessy (né le 6 juillet 1888 à Berlin et mort le 24 février 1973) est un historien et un philosophe social dont les travaux relèvent des domaines de l'histoire, de la théologie, de la sociologie et de la linguistique, et s'est particulièrement distingué dans le domaine de l'andragogie.

## Biographie
Il grandit à Berlin se convertit au protestantisme à l'âge de 17 ans. Il émigre aux États-Unis en 1933 lorsque Hitler arrive au pouvoir en Allemagne. Rosentsock-Huessy enseigne à l'université Harvard puis à Dartmouth College.

## Œuvres principales
En allemand
- 1926 : Lebensarbeit in der Industrie und Aufgaben einer europäischeen Arbeitsfront
- 1928 : Das Alter der Kirche
- 1957 : Frankreich-Deutschland, Mythos oder Anrede
- 1957 : Zurück in das Wagnis der Sprache
- 1958 : Soziologie
- 1958 : Das Geheimnis der Universität
- 1961 : Die europäischen Revolutionen und der Charakter der Nationen
- 1963 : Die Sprache des Menschengeschlechts, eine leibhaftige Grammatik in 4 Teilen
- 1964 : Der unbezahlbare Mensch
- 1965 : Dienst auf dem Planeten
- 1965 : Königshaus und Stämme in Deutschland zwischen 911 und 1250
- 1968 : Ja und Nein
- 1968 : Die Umwandlung
- 1985 (posthume) : Des Christen Zukunft oder wir überholen die Moderne
- 1988 (posthume) : Friedensbedingungen einer Weltwirtschaft
- 1990 (posthume) : Der Atem des Geistes
- 1990 (posthume) : Heilkraft und Wahrheit
- 1991 (posthume) : Herzogsgewalt und Friedensschutz
- 2012 (posthume) : Die kopernikanische Wende in der Sprachphilosophie

En français
- 1997 (posthume) : Au risque du langage, présentation par Michael Gormann-Thelen (traduction de l'allemand et postface par Jean Greisch), Paris, éditions du Cerf, 1997.

En anglais
- 2011 (posthume) : Judaism despite Christianity
- 2019 (posthume) : Speech and Reality